# Marcos Giron
Marcos Giron (ur. 24 lipca 1993 w Thousand Oaks) – amerykański tenisista.

## Kariera tenisowa
W cyklu ATP Tour wygrał jeden turniej w grze pojedynczej z trzech osiągniętych finałów. W karierze wygrał dwa singlowe oraz dwa deblowe turnieje rangi ATP Challenger Tour.
W 2014 roku podczas US Open zadebiutował w turnieju głównym Wielkiego Szlema. Brał udział wówczas w turnieju singlowym oraz w parze z Kevinem Kingiem w rozgrywkach deblowych. Do obu turniejów zakwalifikował się dzięki dzikiej karcie i z obu odpadł w pierwszej rundzie.
W 2020 roku podczas US Open wygrał swój pierwszy mecz w turnieju głównym Wielkiego Szlema. Po zwycięstwie nad Marcem Polmansem dotarł do drugiej rundy, w której przegrał z Filipem Krajinoviciem. W tym samym sezonie dotarł również do drugiej rundy French Open.
Najwyżej sklasyfikowany w rankingu gry pojedynczej był na 37. miejscu (5 sierpnia 2024), a w klasyfikacji gry podwójnej na 194. pozycji (1 sierpnia 2022).

### Historia występów wielkoszlemowych w grze pojedynczej
Legenda
     W, wygrany turniej
     F, przegrana w finale
     SF, przegrana w półfinale
     QF, przegrana w ćwierćfinale
     xR, przegrana w x rundzie
     Qx, przegrana w x rundzie kwalifikacji
     A, brak startu
     NH, turniej nie odbył się
| Turniej         | 2014 | 2015 | 2016 | 2017 | 2018 | 2019 | 2020 | 2021 | 2022 | 2023 | 2024 | 2025 | Tytuły | Z–P     |
| --------------- | ---- | ---- | ---- | ---- | ---- | ---- | ---- | ---- | ---- | ---- | ---- | ---- | ------ | ------- |
| Australian Open | A    | A    | A    | A    | A    | A    | 1R   | 1R   | 1R   | 1R   | 1R   | 3R   | 0 / 6  | 2 – 6   |
| French Open     | A    | A    | A    | A    | A    | Q2   | 2R   | 3R   | 1R   | 3R   | 1R   |      | 0 / 5  | 5 – 5   |
| Wimbledon       | A    | A    | A    | A    | A    | 1R   | NH   | 2R   | 2R   | 2R   | 2R   |      | 0 / 5  | 4 – 5   |
| US Open         | 1R   | Q1   | A    | Q1   | A    | 1R   | 2R   | 2R   | 1R   | 1R   | 1R   |      | 0 / 7  | 2 – 7   |
|                 |      |      |      |      |      |      |      |      |      |      |      |      |        |         |
| Bilans spotkań  | 0–1  | 0–0  | 0–0  | 0–0  | 0–0  | 0–2  | 2–3  | 4–4  | 1–4  | 3–4  | 1–4  | 2–1  | 0 / 23 | 13 – 23 |

### Finały w turniejach ATP Tour
| Legenda                                      |
| -------------------------------------------- |
| Wielki Szlem                                 |
| Igrzyska olimpijskie                         |
| Tennis Masters Cup / ATP Finals              |
| ATP Masters Series / ATP Tour Masters 1000   |
| ATP International Series Gold / ATP Tour 500 |
| ATP International Series / ATP Tour 250      |

#### Gra pojedyncza (1–2)
| Końcowy wynik | Nr | Data             | Turniej   | Nawierzchnia  | Przeciwnik        | Wynik finału     |
| ------------- | -- | ---------------- | --------- | ------------- | ----------------- | ---------------- |
| Finalista     | 1. | 25 września 2022 | San Diego | Twarda        | Brandon Nakashima | 4:6, 4:6         |
| Finalista     | 2. | 11 lutego 2024   | Dallas    | Twarda (hala) | Tommy Paul        | 6:7(3), 7:5, 3:6 |
| Zwycięzca     | 1. | 21 lipca 2024    | Newport   | Trawiasta     | Alex Michelsen    | 6:7(4), 6:3, 7:5 |

### Zwycięstwa w turniejach ATP Challenger Tour

#### Gra pojedyncza
| Końcowy wynik | Nr | Data              | Turniej | Nawierzchnia | Przeciwnik   | Wynik finału        |
| ------------- | -- | ----------------- | ------- | ------------ | ------------ | ------------------- |
| Zwycięzca     | 1. | 6 stycznia 2019   | Orlando | Twarda       | Darian King  | 6:4, 6:4            |
| Zwycięzca     | 2. | 19 listopada 2019 | Houston | Twarda       | Ivo Karlović | 7:5, 6(5):7, 7:6(9) |

#### Gra podwójna
| Końcowy wynik | Nr | Data           | Turniej      | Nawierzchnia  | Partner        | Przeciwnicy              | Wynik finału |
| ------------- | -- | -------------- | ------------ | ------------- | -------------- | ------------------------ | ------------ |
| Zwycięzca     | 1. | 10 lutego 2019 | Dallas       | Twarda (hala) | Dennis Novikov | Ante Pavić Ruan Roelofse | 6:4, 7:6(3)  |
| Zwycięzca     | 2. | 3 marca 2019   | Indian Wells | Twarda        | JC Aragone     | Darian King Hunter Reese | 6:4, 6:4     |